# Лаго-Пуэло (национальный парк)
Национальный парк Лаго-Пуэло (исп. Parque Nacional Lago Puelo) — национальный парк в Аргентине, расположенный на северо-западе провинции Чубут в Патагонии. Имеет площадь 276,74 км². Парк создан для защиты ландшафта и Вальдивских лесов, в составе национального парка Лос-Алерсес. Объявлен самостоятельным национальным парком в 1971 году.
Охраняемая территория названа в честь озера Пуэло.

## Климат
Климат довольно холодный и влажный, хотя и умереннее, чем в других парках региона. Средние температуры колеблются в диапазоне от 5 °C зимой до 17 °C летом. Среднегодовое количество осадков около 1400 мм, большая часть их выпадает с мая по август.  В самые холодные месяцы иногда идёт снег.